# 滨湖洛斯海姆
滨湖洛斯海姆（德語：Losheim am See）是德国萨尔兰州的一个市镇。总面积96.79平方公里，总人口16290人，其中男性8177人，女性8113人（2011年12月31日），人口密度168人/平方公里。